# Hot milk
Hot milk  es una cinta española dirigida por Ricardo Bofill Maggiora en 2005, y protagonizada por Eloi Yebra, Zoe Berriatúa, Enrique San Francisco, Vicente Gil, Sergio Pazos, Ana Turpin, Laura Domínguez, Vanessa Otero.

## Sinopsis
Esther trabaja en una vaquería perdida en las montañas aunque ella lo que quiere es ser bailarina. La empresa va a viajar a Madrid por una convención láctea pero los nervios impiden que Esther ordeñe como sus compañeras. Su jefe, el señor Lahuerta, contrariado, la castiga y retiene, de modo que las chicas se marchan sin ella. Pero se han olvidado el "globo-vaca", una pelota promocional de Hot milk que van a necesitar, así que Esther se ofrece a llevarla. En el aeropuerto comienza su verdadero viaje cuando conoce a Panorámix, un traficante de personas que se dedica a llevar cluberos drogados a Ibiza y que la convence para que se vaya con él. A partir de ahí, el caos. La joven protagonista conocerá a un peculiar grupo de pseudo-pijos drogatas -Grace, Washaba, Álex, El Rata, Álvaro, Lola, Transformator, Tanit y Lucas- que se dedicarán a complacer sus deseos para que se sume a su pequeña comunidad.

## Recepción y premios
La película obtuvo 8 premios Godoy al peor cine español: Peor Director, Peor Guion, Peor banda sonora, Peor Dirección Artística, Peores Efectos Especiales, Peor Vestuario y Peor Peluquería y Maquillaje.

## Reparto
| Intérprete            | Personaje     |
| --------------------- | ------------- |
| Ana Turpin            | Esther        |
| Enrique San Francisco | Tanit         |
| Vanesa Otero          | Grace         |
| Iván Morales          | Álex          |
| Macarena Gómez        | Lula          |
| Daniel González       | Lucas         |
| Sergio Pazos          | Panorámix     |
| Laura Domínguez       | Washaba       |
| Eloi Yebra            | El Rata       |
| Zoe Berriatúa         | Álvaro        |
| Marcos Canas          | Transformator |
| Santi Ibáñez          | Padre         |
| Isabel Ponce Garcia   | Eva           |
| Elisabet Castellví    |               |
| Vicente Gil           | Lahuerta      |
| Óscar Badía           | Óscar         |
| Sara Da Pin Up        |               |